# Campionati del mondo di ciclismo su strada 2001 - Cronometro maschile Under-23
La cronometro maschile Under-23 dei Campionati del mondo di ciclismo su strada 2001 è stata corsa il 9 ottobre in Portogallo, nei dintorni di Lisbona, su un percorso di 16,85 km da ripetere due volte per un totale di 33,7 km. L'oro andò allo statunitense Danny Pate che vinse con il tempo di 46'29"35 alla media di 43,49 km/h, argento al tedesco Sebastian Lang e a completare il podio il sudafricano James Perry.

## Classifica (Top 10)
| Pos. | Corridore         | Squadra     | Tempo     |
| ---- | ----------------- | ----------- | --------- |
| 1    | Danny Pate        | Stati Uniti | 46'29"35  |
| 2    | Sebastian Lang    | Germania    | a 38"35   |
| 3    | James Perry       | Sud Africa  | a 39"35   |
| 4    | Jaroslav Popovyč  | Ukraina     | a 52"92   |
| 5    | Sérgio Paulinho   | Portogallo  | a 56"68   |
| 6    | Jurgen Van Goolen | Belgio      | a 1'02"58 |
| 7    | Markus Fothen     | Germania    | a 1'03"70 |
| 8    | Michele Scarponi  | Italia      | a 1'32"40 |
| 9    | Manuel Quinziato  | Italia      | a 1'37"67 |
| 10   | Vladimir Gusev    | Russia      | a 1'46"68 |